# Ga Hikone
Ga Hikone (彦根駅 Hikone-eki) là một ga tàu ở Hikone, Shiga, Nhật Bản.

## Tuyến
- Công ty Đường sắt Tây Nhật Bản (JR West)
  - Tuyến Tōkaidō chính (Tuyến Biwako)
- Đường sắt Ohmi
  - Tuyến chính

## Lịch sử
Ga Tōkaidō Main Line mở cửa vào ngày 1 tháng 7 năm 1889, khi tuyến đường sắt giữa ga Sekigahara và ga Baba (nay là ga Zeze) bắt đầu hoạt động. Đường sắt Ohmi mở cửa vào ngày 11 tháng 6 năm 1898.

## Bố trí
Ga JR có hai sân ga phục vụ hai tuyến. Cả hai sân ga đều được kết nối với cửa soát vé trên cầu bắc qua đường ray. Đầu phía đông của cây cầu, trên mặt đất, là ga xe lửa Ohmi.

## Vùng lân cận
- Lâu đài Hikone (彦 根 城)
- Ryōtan-ji (Hikone) (龍潭 寺)
- Lâu đài Sawayama (佐 和 山城)
- Đền Shiga Gokoku (滋賀縣 護 國 神社)
- Đại học Shiga (滋 賀 大学)
- Trường trung học Hikone Higashi tỉnh Shiga (滋 賀 県 立 彦 根 東 高等学校)
- Hồ Biwa (琵琶湖)

## Các nhà ga bên cạnh Hikone
| «                                         | «                                         | Dịch vụ                                                 | »                                         | »                                         |
| Tuyến Tokaido chính JR Tây (Tuyến Biwako) | Tuyến Tokaido chính JR Tây (Tuyến Biwako) | Tuyến Tokaido chính JR Tây (Tuyến Biwako)               | Tuyến Tokaido chính JR Tây (Tuyến Biwako) | Tuyến Tokaido chính JR Tây (Tuyến Biwako) |
| ----------------------------------------- | ----------------------------------------- | ------------------------------------------------------- | ----------------------------------------- | ----------------------------------------- |
| Dịch vụ hạn chế "Hida": không dừng        |                                           |                                                         |                                           |                                           |
| Maibara                                   |                                           | Dịch vụ nhanh đặc biệt                                  |                                           | Notogawa                                  |
| Maibara                                   |                                           | Địa phương (Dịch vụ nhanh khi chạy trên tuyến JR Kyoto) |                                           | Minami-Hikone                             |
| Tuyến Đường sắt Ohmi chính                |                                           |                                                         |                                           |                                           |
| Toriimoto                                 |                                           | Nhanh                                                   |                                           | Yōkaichi                                  |
| Toriimoto                                 |                                           | Địa phương                                              |                                           | Hikone-Serikawa                           |